# Kassina somalica
Kassina somalica és una espècie de granota de la família dels hiperòlids que viu a Eritrea, Etiòpia, Kenya, Somàlia i Tanzània.
Està amenaçada d'extinció per la pèrdua del seu hàbitat natural.